# Siena Agudong
Siena Nicole Agudong (19 d'agost de 2004 ) és una actriu estatunidenca. És coneguda pels seus papers a la sèrie de Nickelodeon Star Falls (2018) i a la sèrie de Netflix No Good Nick (2019) i Resident Evil (2022). Les seues pel·lícules inclouen Alex &amp; Me (2018) i Upside-Down Magic (2020).

## Primers anys
Siena va néixer a Kauai, Hawaii, de pares Karen i Kenneth Agudong. Ella afirma que és d'ascendència "caucàsica, filipina i polinèsia". Té una germana gran, Sydney, que la va inspirar a actuar.
Siena va assistir a la King Kaumuali'i Elementary School i Island School . Després va canviar a l'escola en línia per a la seua carrera d'actriu.

## Carrera
Agudong va començar a actuar amb 7 anys en produccions locals, el seu primer paper va ser a Willy Wonka al Hawaii Children's Theatre. Va fer el seu debut televisiu amb 8 anys amb un paper recurrent com Lulu Parker a Killer Women. Va interpretar el paper recurrent de Natlee a Nicky, Ricky, Dicky &amp; Dawn i ha tingut papers convidats a Teachers i Sydney to the Max.
El treball d'Agudong li va valdre diverses nominacions als premis Young Artist.
Agudong va protagonitzar la pel·lícula de Warner Bros. Alex &amp; Me el 2018 com a Reagan Wills. El 2018, Agudong també va ser la protagonista, Sophia Miller, de la sèrie de Nickelodeon Star Falls. El setembre de 2018, es va anunciar que interpretaria el paper principal a la sitcom de Netflix del 2019, No Good Nick , el seu primer paper principal. L'agost de 2019 es va anunciar que Agudong havia estat elegida pel paper coprotagonista de Reina Carvajal a la pel·lícula original de Disney Channel, Upside-Down Magic, que es va estrenar el 31 de juliol de 2020. Aquesta darrera pel·lícula va ser oficialment el primer paper principal d'Agudong en una pel·lícula. Més tard va retratar una Mia Toretto més jove a F9.